# Kaysville
Kaysville is een plaats (city) in de Amerikaanse staat Utah, en valt bestuurlijk gezien onder Davis County.

## Demografie
Bij de volkstelling in 2000 werd het aantal inwoners vastgesteld op 20.351.
In 2006 is het aantal inwoners door het United States Census Bureau geschat op 23.563, een stijging van 3212 (15,8%).

## Geografie
Volgens het United States Census Bureau beslaat de plaats een oppervlakte van
26,1 km², geheel bestaande uit land. Kaysville ligt op ongeveer 1415 m boven zeeniveau.

## Plaatsen in de nabije omgeving
De onderstaande figuur toont nabijgelegen plaatsen in een straal van 12 km rond Kaysville.